# مذبحة أرومية (1918)
مذبحة أرومية 1918 هي مذبحة عملتها الميليشيات الآشورية والأرمنية، بقيادة آغا بطرس انتقاما لاغتيال البطريرك مار بنيامين شمعون، قُتل 10,000 كردي وتركي و 15,000 أذربيجاني، من ضمنهم نساء وأطفال.

## مذبحة
في فبراير عام 1918، أقدمت الجماعات المسلحة الأرمنية-الآشورية على تنفيذ مجازر مروعة ضد سكان مدينة أورميا، كبرى مدن غرب جنوب أذربيجان، في سياق مساعٍ لإقامة دولة أرمنية-مسيحية في المنطقة. وعلى الرغم من أن سكان المدينة سلّموا أنفسهم بالكامل للقوات الأرمنية والآشورية بعد أيام قليلة من دخولهم، فإن الهدف لم يكن عسكريًا فقط، بل كان ديموغرافيًا بحتًا، تمثل في تطهير المدينة من سكانها المسلمين (أذربيجانيين وأكرادًا وأتراكًا), بغرض تغيير التكوين السكاني وفرض واقع سياسي جديد.
اشتدت وتيرة الأحداث الدموية بعد مقتل الزعيم الديني والسياسي الآشوري مار شمعون على يد الزعيم الكردي إسماعيل آغا (سمكو شكاكي). فور انتشار نبأ اغتياله، استشاط الأرمن والاشوريين غضبًا وشنوا في تلك الليلة هجومًا عنيفًا على المدينة القديمة، حيث قتلوا كل من صادفوه في الشوارع والمنازل، وأضرموا النيران في الأحياء. وتشير التقارير إلى أن أكثر من ألف شخص قُتلوا خلال تلك الليلة فقط.
وفي 17–18 مارس 1918، عندما وصلت أنباء اغتيال مار شمعون رسميًا إلى أورميا، طلب الأرمن والآشوريون من قادتهم الإذن بالانتقام، فمُنحوا الإذن، وبدأت المجازر بعد 12 ساعة فقط. خلال يومين من القتل الجماعي، قُتل ما يقارب 25,000 شخص، من بينهم 10,000 كردي وتركي، و15,000 أذربيجاني، بالإضافة إلى مئات من اليهود الذين لم يسلموا من المجازر.
وقد شملت الفظائع ذبح النساء والأطفال، واختطاف الفتيات، وقتل رجال دين مسلمين، من بينهم العالم السيد محمد بيشامز، أحد أبرز شخصيات المدينة الدينية آنذاك.
وتشير بعض التقديرات إلى أن عدد الضحايا الأذربيجانيين الذين سقطوا في أورميا على يد الجماعات المسلحة الأرمنية-الآشورية خلال عام 1918 قد تجاوز 150,000 شخص، ما يجعل من مجازر أورميا واحدة من أعنف حلقات الإبادة الجماعية في تاريخ المنطقة.يقول رحمة الله توفيق في كتابه:
طلب المجتهد ميرزا محمد أصولي دفن الموتى ابتغاء مرضاة الله ورضوانه. فقبلتُ بصدر رحب، ومع حراس الدكتور شود ومائة مساعد، قمنا بإخراج الموتى المشردين من المنازل والشوارع، وحفرنا حفرة كبيرة أمام مسجد حاجي خان، وكدسنا جثث الموتى فوق بعضها، ودفنّاهم.

## أنظر أيضا
معركة سولدوز
معركة اوشنو
حملة حكاري (1916)
معركة شاراه